# Peter Bolliger
Peter Bolliger, švicarski veslač, * 18. maj 1937, Basel, Švica, † 18. marec 2024.
Bolliger je za Švico nastopil na Poletnih olimpijskih igrah 1964 in 1968.
Leta 1964 je nastopil s partnerjem Nicolasom Gobetom v dvojcu brez krmarja, štiri leta kasneje pa je veslal v švicarskem četvercu s krmarjem, ki je osvojil bronasto medaljo. 